# Barlerieae
Barlerieae Nees, 1847 è una tribù di piante angiosperme appartenenti alla famiglia delle Acantacee.

## Etimologia
Il nome della tribù deriva dal suo genere tipo Barleria L., 1753 il cui nome a sua volta è stato dato in ricordo del domenicano e botanico francese Jacques Barrelier (Parigi, 1606 - 1673). Il nome scientifico della tribù è stato definito dal botanico, entomologo e fisico tedesco Christian Gottfried Daniel Nees von Esenbeck (Reichelsheim, 14 febbraio 1776 – Breslavia, 16 marzo 1858) nella pubblicazione, a cura del botanico, zoologo e antropologo tedesco Carl Friedrich Philipp von Martius (Erlangen, 17 aprile 1794 – Monaco di Baviera, 13 dicembre 1868), "Flora Brasiliensis -  9: 7, 65." del 1847.

## Descrizione

### Portamento
Il portamento delle specie di questa tribù è formato da erbe perenni o da arbusti (bassi oppure alti fino a 2 metri) con rami rigidi; sono presenti specie a portamento decombente con radici tuberose (Crabbea). Spesso le specie sono sempreverdi. La superficie dei giovani rami è pubescente per peli bianco-grigi, in seguito è più o meno glabrescente. Sono presenti cistoliti anche spinosi, inoltre nelle varie parti vegetative sono presenti dei glicosidi fenolici spesso in composti iridoidi, alcaloidi e diterpenoidi.

### Foglie
Le foglie, sessili o subsessili, sono disposte in modo opposto ed hanno delle lamine da lanceolate a strettamente ellittiche o oblanceolate (anche strettamente oblanceolate) con apici da arrotondati a acuti e con margini interi o crenato-seghettati. La venatura in genere è pennata. Alcune specie (Chroesthes) sono anisofille.

### Infiorescenze

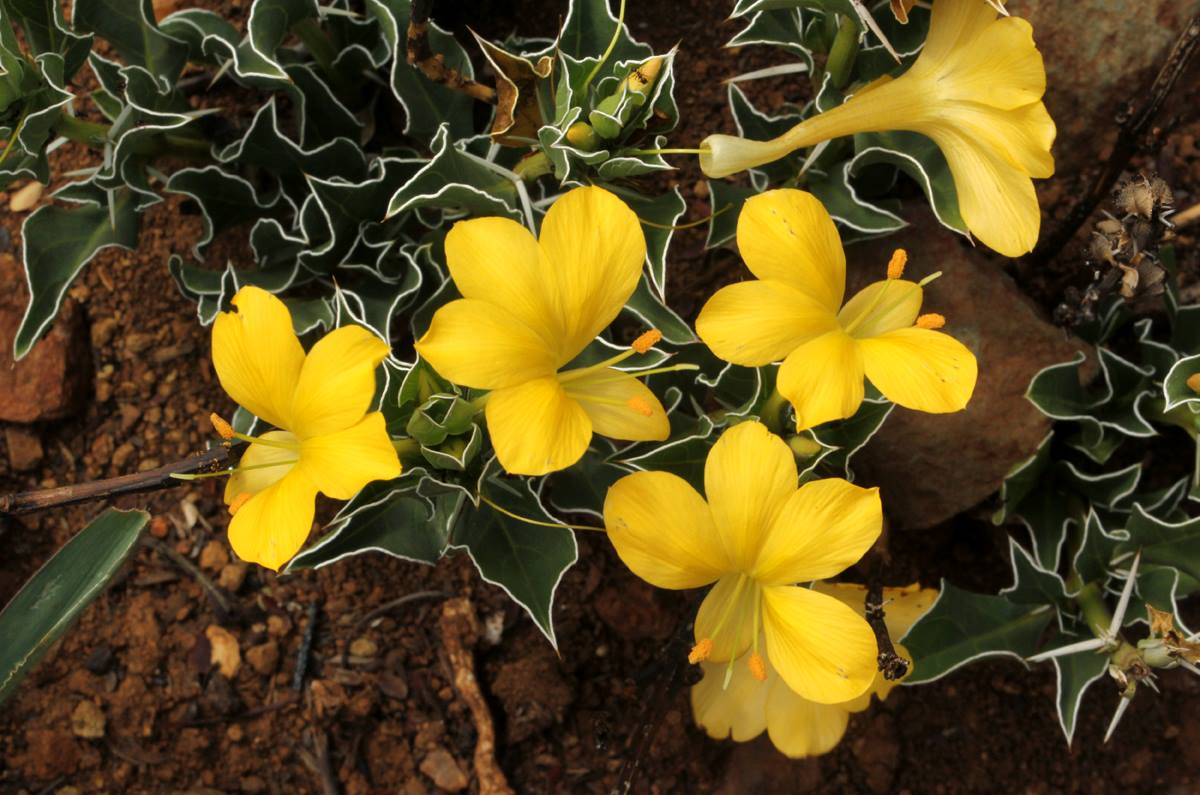
Infiorescenza
Barleria randii

Le infiorescenze sono del tipo terminale o ascellare con fiori peduncolati in grappoli o spighe; in alcune specie sono presenti anche fiori solitari. Nell'infiorescenza sono presenti sia delle brattee piuttosto grandi e spinescenti che a volte avvolgono i fiori che due bratteole (anche queste a volte spinescenti).

### Fiori

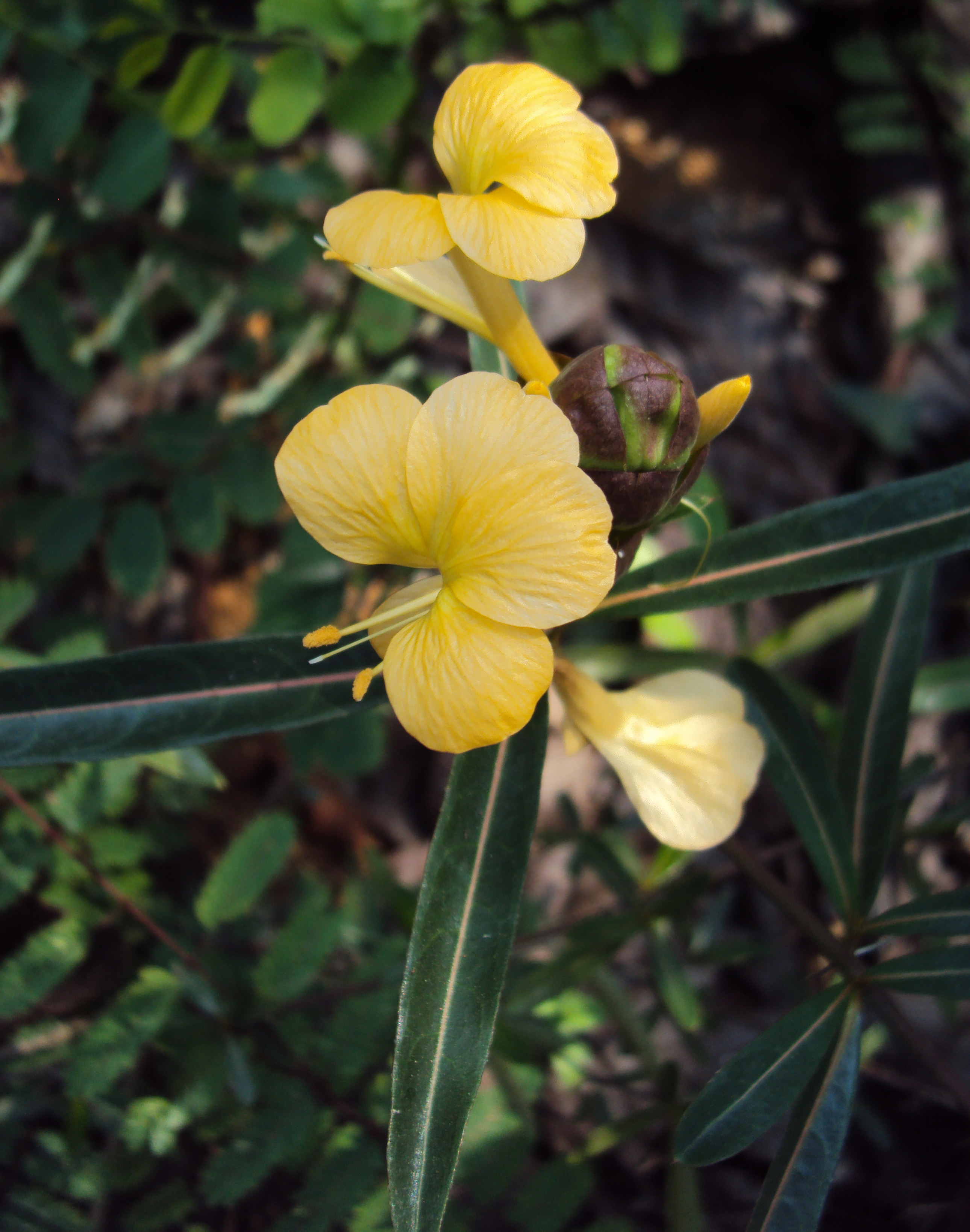
I fiori
Barleria lupulina

I fiori sono ermafroditi e zigomorfi; sono inoltre tetraciclici (ossia formati da 4 verticilli: calice– corolla – androceo – gineceo) e pentameri (i verticilli del perianzio hanno più o meno 5 elementi ognuno).
- Formula fiorale:[12]

X, K (5), [C (2+3), A 2+2 o 2] G (2/supero), capsula
- Il calice è formato da 4 - 5 sepali più o meno liberi (o parzialmente fusi alla base - calice gamosepalo). In Barleria e Lophostachys i sepali (lobi) sono 4, due grandi e due piccoli (calice zigomorfo).

- La corolla è formata da lunghi tubi (a forma di imbuto o di cilindro espanso verso la gola) e da lembi divisi in 5 lobi con forme ovato-rotondate con il segmento superiore più piccolo degli altri oppure quadrilobato (corolla gamopetala e zigomorfa). In alcune specie (Chroesthes) la corolla è decisamente bilabiata con il labbro superiore a 2 lobi e quello inferiore a 3 lobi. In genere i fiori sono grandi (3 - 6 cm in Acanthostelma); in Lepidagathis sono piccoli. Le colorazioni sono bianco crema, giallo, rosa, blu o porpora. In alcune specie si ha una particolare disposizione dei petali, definita "quinconciale"[13], due esterni, due interni e un quinto con un lato coperto dai due esterni e il lato opposto sovrapposto ai due interni.

- L'androceo è formato da 4 (a volte 2) stami didinami inclusi o sporgente dalla corolla. Una coppia può essere ridotta o sterile. Possono essere presenti secondo i casi da 1 a 3 staminoidi, a volte recanti delle piccole antere (non fertili). I filamenti possono essere connati alla corolla (alla base o nel mezzo) oppure no. Le antere, basifisse, sono formate da 2 teche (antere biloculari) più o meno uguali, prive di appendici basali e parallele; in Lepidagathis e Lophostachys a volte le antere sono monoteche (specialmente nella seconda coppia di stami didinami, con filamenti più corti). In Chroesthes le teche sono inserite ad altezze diverse. Il disco nettarifero normalmente è presente, ipogino e piccolo. l polline in genere è prolato, 3-colpoporato e reticolato.

- Il gineceo è formato da un ovario supero bicarpellare (a due carpelli connati - ovario sincarpico) e quindi biloculare. L'ovario è ovoidale e glabro o a volte irsuto. La placentazione in generale è assile. Ogni loggia può contenere normalmente 2 ovuli. Gli ovuli possono essere anatropi o campilotropi con un solo tegumento e sono inoltre tenuinucellati (con la nocella, stadio primordiale dell'ovulo, ridotta a poche cellule).[13]. Lo stilo, unico, può essere pubescente alla base. Lo stigma, perpendicolare allo stilo, è bifido o intero.

### Frutti
I frutti, delle capsule substipitate o prive di un gambo basale, hanno delle forme da subellissoidi a ovoidali con 2 - 4 semi. In Chroesthes le capsule sono ridotte o assenti. I semi sono provvisti di un funicolo persistente (il retinacolo è uncinato). I semi hanno delle forme discoidi (o compresse) con superficie pubescente per tricomi igroscopici. Il colore in genere è brunastro.

## Biologia
Le specie di questo raggruppamento si riproducono prevalentemente per impollinazione tramite insetti quali api, vespe, falene e farfalle (impollinazione entomogama), ma anche tramite uccelli quali colibrì (impollinazione ornitogama)..
La dispersione dei semi avviene inizialmente a causa del vento (dispersione anemocora); una volta caduti a terra sono dispersi soprattutto da insetti tipo formiche (mirmecoria). Sono possibili anche dispersioni tramite animali (dispersione zoocora).

## Distribuzione e habitat
Questa tribù ha una distribuzione subcosmopolita (America, Africa, Asia meridionale e Oceania), con habitat relativi alle zone calde e tropicali.
| Genere           | Distribuzione                                              |
| ---------------- | ---------------------------------------------------------- |
| Barleria         | Aree tropicali del Vecchio Mondo e del Nuovo Mondo         |
| Barleriola       | Indie occidentali                                          |
| Borneacanthus    | Borneo                                                     |
| Boutonia         | Madagascar                                                 |
| Chroesthes       | Cina e sud est asiatico                                    |
| Crabbea          | Africa tropicale e meridionale                             |
| Hulemacanthus    | Nuova Guinea                                               |
| Lasiocladus      | Madagascar                                                 |
| Lepidagathis     | Aree calde e tropicali del Vecchio Mondo e del Nuovo Mondo |
| Pericalypta      | Madagascar                                                 |
| Podorungia       | Madagascar                                                 |
| Pseudodicliptera | Madagascar                                                 |
| Schaueriopsis    | Repubblica Democratica del Congo                           |

## Tassonomia
La famiglia Acanthaceae comprende 208 generi con oltre 4.500 specie. È soprattutto una famiglia con specie a distribuzione tropicale o subtropicale.  Dal punto di vista tassonomico è suddivisa in 4 sottofamiglie; la tribù di questa voce appartiene alla sottofamiglia Acanthoideae caratterizzata soprattutto dalla presenza di cistoliti nelle foglie.

### Generi
La tribù comprende 13 generi e circa 500 specie:
- Barleria L., 1753 (307 spp.)
- Barleriola Oerst., 1855 (4 spp.)
- Borneacanthus Bremek., 1960 (6 spp.)
- Boutonia DC., 1838 (1 sp.)
- Chroesthes Benoist, 1927 (4 spp.)
- Crabbea Harv., 1838 (13 spp.)
- Hulemacanthus S. Moore, 1920 (2 spp.)
- Lasiocladus Bojer ex Nees, 1847 (4 spp.)
- Lepidagathis Willd., 1800 (156 spp.)
- Pericalypta Benoist, 1962 (1 sp.)
- Podorungia Baill., 1891 (5 spp.)
- Pseudodicliptera Benoist, 1939 (4 spp.)
- Schaueriopsis Champl. & I.Darbysh., 2012 (1 sp.)

### Filogenesi

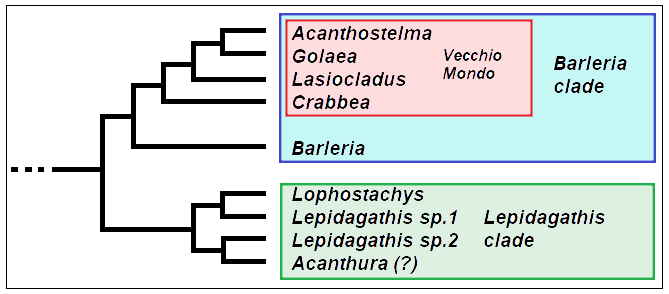
Cladogramma della tribù

La monofilia del gruppo Barlerieae è documentata dalle analisi di tipo filogenetico dei nuclei del DNA, ma anche dai dati morfologici. La tribù può essere suddivisa in due cladi: (1) Barleria clade relativo soprattutto ai generi del Vecchio Mondo (Acanthostelma, Golaea, Lasiocladus e Crabbea) insieme al genere cosmopolita Barleria, un gruppo che presenta delle infiorescenze sferiche densamente bratteate e degli stigmi disposti a forma di ventaglio; e (2) un secondo clade Lepidagathis clade, "gruppo fratello" dell'altro, comprendente i generi Lepidagathis e Lophostachys imparentati con il genere Acanthura per il momento considerato incertae sedis la cui posizione tassonomica è ancora incerta. In questo secondo clade la morfologia del polline delle specie del genere Lophostachys è molto simile a Lepidagathis per cui le quindici specie di Lophostachys potrebbero essere ospitate all'interno di Lepidagathis. Per il momento Lepidagathis è polifiletico.
Sinapomorfie per le Barlerieae sono:
- una precoce estivazione (prefogliazione);
- particolare disposizione dei petali pentameri embricati ("quinconciale");
- un particolare tipo di polline.

Nell'ambito della famiglia la tribù Barlerieae fa parte del "core" delle Acanthaceae, ossia del "Cystolith Clade" all'interno del "Retinaculate Clade" (= sottofamiglia Acanthoideae). Nell'ambito della sottofamiglia, Barlerieae risulta inoltre "gruppo fratello" della tribù Andrographideae (il numero di ovuli per ovaia distingue le due tribù una dall'altra).
Il cladogramma a lato, tratto dallo studio citato, rappresenta la struttura filogenetica della tribù (non tutti i generi sono inclusi).